# Austroagrion
Austroagrion – rodzaj ważek z rodziny łątkowatych (Coenagrionidae).
Należą do niego następujące gatunki:
- Austroagrion cyane
- Austroagrion exclamationis
- Austroagrion kiautai
- Austroagrion pindrina
- Austroagrion watsoni